# Піонерська (станція метро, Москва)
55°44′10″ пн. ш. 37°28′01″ сх. д. / 55.73611° пн. ш. 37.46694° сх. д.
«Піонерська» (рос. Пионерская) — станція Філівської лінії Московського метрополітену. Розташована на лінії між станціями «Філівський парк» і «Кунцевська», біля колишнього села Мазилово, що в 1960 увійшло до міської межі Москви.
Була відкрита 13 жовтня 1961 у складі черги «Філі» — «Піонерська».

## Вестибюлі і пересадки
На станції два вестибюля у вигляді легких засклених павільйонів, обидва виходять на Проектований Проїзд № 1341 і Малу Філівську вулицю. Сходи до обох вестибюлів розташовані в середині платформи.

## Технічна характеристика
Конструкція станції — наземна з острівною платформою. Споруджена за типовим проектом зі збірного залізобетону.

## Пересадка
- Автобуси: 73, 135, 178

## Оздоблення
Станція розташована під проїжджою частиною, колони на платформі підтримують естакаду. Платформа з двох сторін захищена від опадів бетонними навісами.
Колони на платформі, що підтримують естакаду, цоколь вестибюлів і стіни сходів оздоблені білим мармуром. Покриття платформи — асфальт. Світильники приховані на ребристій стелі. Бетонні колійні стіни є тільки в середині платформи.

## Колійний розвиток

Колійний розвиток станцій «Кунцевська» і «Піонерська»

Станція з колійним розвитком — 2 стрілочних переводи і протишерсний з'їзд, що управляються з поста централізації станції «Кунцевська».